# Гейнова, Зузана
Зузана Гейнова (чеш. Zuzana Hejnová; род. 19 декабря 1986[…], Либерец, Северочешский край) — чешская легкоатлетка, которая специализируется в беге на 400 метров с барьерами. Двукратная чемпионка мира 2013 и 2015 годов, бронзовый призёр Олимпийских игр 2012 года. Победительница юношеского чемпионата мира 2003 года, серебряный призёр юниорского чемпионата мира 2004 года.
Рекордсменка Чехии на дистанции 400 метров с/б — 52,83 (2013, Москва). Личный рекорд в пятиборье — 4453 очков.
Лучший легкоатлет Европы 2013 года.

## Достижения
Бриллиантовая лига
- 2013:  Shanghai IAAF Diamond League Meeting — 53,79
- 2013:  Eugene Prefontaine Classic — 53,70
- 2013:  Oslo ExxonMobil Bislett Games — 53,60
- 2013:  Paris Meeting AREVA — 53,23
- 2013:  London Sainsbury's Anniversary Games — 53,07
- 2013:  Stockholm DN Galan — 53,70
- 2013:  Zürich Weltklasse — 53,32